# Pierre Veyron
Pierre Veyron (Les Monts-Verts, 1º ottobre 1903 – Èze, 2 novembre 1970) è stato un pilota di Formula 1 francese, attivo tra il 1933 e il 1953. Lo si ricorda per la sua vittoria nel 1939 alla 24 Ore di Le Mans, pilotando una Bugatti Type 57 assieme a Jean-Pierre Wimille.
Al giorno d'oggi, Veyron è il nome usato dal marchio automobilistico Bugatti per chiamare la sua autovettura più prestigiosa, la Bugatti EB Veyron 16.4 prodotta fino al 2015 e sostituita dalla Bugatti Chiron “collega” monegasco di Veyron